# Municipio de Tlalnepantla de Baz
El municipio de Tlalnepantla de Baz es uno de los 125 municipios del Estado de México, México. Su cabecera es la Ciudad de Tlalnepantla. Se ubica al norte de la Ciudad de México. Se fundó el 18 de julio de 1825. Junto a Atizapán de Zaragoza conforman la Región Tlalnepantla. A la vez es la capital religiosa de la diócesis que conforma el Valle de México en el estado.
Su territorio está dividido desde 1898 en dos partes por una porción territorial de la Ciudad de México, dando como resultado una zona poniente —donde se ubica la cabecera— y un exclave en zona oriente llamado Tlalnepantla Zona Oriente que colinda con el municipio de Ecatepec de Morelos y la alcaldía Gustavo A. Madero.[cita requerida]
Mientras que en la parte poniente se limita al norte con el municipio de Tultitlán de Mariano Escobedo, al sur con la alcaldía Azcapotzalco, al poniente con el municipio de Atizapán de Zaragoza, al oriente con la alcaldía Gustavo A. Madero así como al suroriente con la alcaldía mencionada, al nororiente limita con Tultitlán de Mariano Escobedo, al surponiente con el municipio de Naucalpan de Juárez y al norponiente con el municipio de Cuautitlán Izcalli.

## Toponimia

Glifo de Tlalnepantla

Es un círculo con una especie de pirámide en medio que no representa la raíz indígena, pero que se crearon debido a la falta de glifos originales en algunas poblaciones mexiquenses, como es el caso de Tlalnepantla.
Tlalnepantla proviene del náhuatl tlalli, "tierra", y nepantla, "en medio de", y significa "en medio de la tierra". Por uso y costumbre se le nombra "tierra de enmedio", que le fue dado con la llegada de las órdenes religiosas en 1525 al fundarse la congregación integrada por indígenas otomí y aztecas provenientes de Tenayuca y de Teocalhueyacan, quienes iniciaron la construcción del convento franciscano y la iglesia de Corpus Christi, asentándose en sus alrededores. En la construcción de la iglesia y monasterio contribuyeron las dos parcialidades (mexicas y otomíes), con la cantera rosa unos y la piedra gris los otros. En la portada lateral, llamada de la Porciúncula, se manifiesta con claridad esta doble participación.
El término "de Baz" fue dado en honor a Gustavo Baz Prada; médico, revolucionario y político originario de Tlalnepantla, dos veces gobernador del Estado de México.

## Símbolos
El escudo de Tlalnepantla fue diseñado por Manuel Medina Hernández quien ganó el concurso "Escudo oficial de Tlalnepantla", convocado por el entonces presidente municipal, Sergio Contreras Cruz; mismo que fue presentado de forma oficial el 13 de septiembre de 1973. Es rectangular y tiene en la cimera la palabra Tlalnepantla y en la bordura los lemas: Cultura, Trabajo y Progreso.
En el centro aparece dentro de un rombo, el jeroglífico de Tenayuca, al que originalmente rodeaban los nombres de "Comonfort" y "Tierra de Enmedio", hasta el año de 1978 en que el nombre de Comonfort fue sustituido por el de Baz. Consta el escudo de cuatro cuarteles representando en dibujos alegóricos, la cultura precolombina, la agricultura de esta región, la actividad industrial, la ciencia y la tecnología.

## Historia

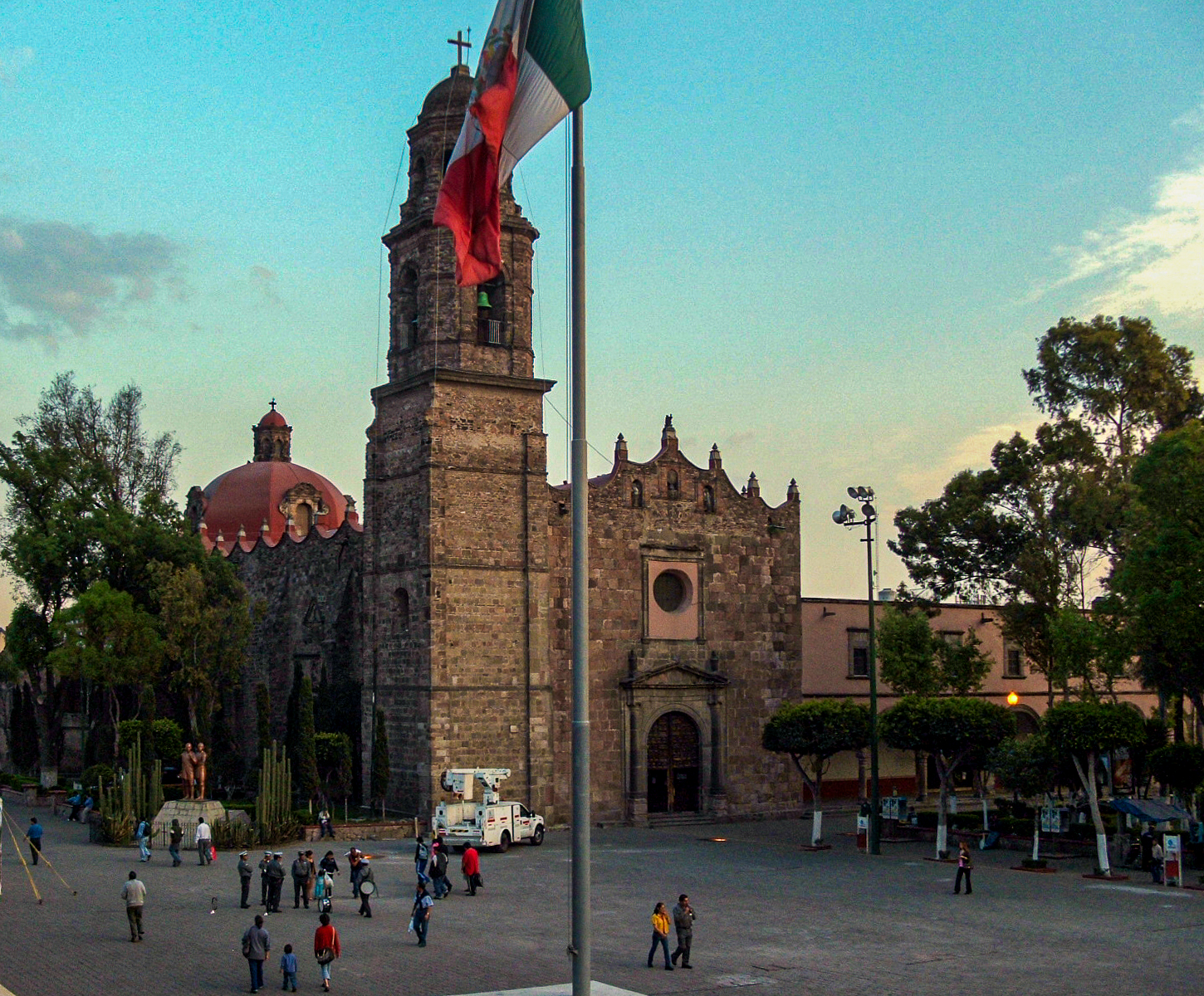
Catedral de Corpus Christi en el centro histórico de Tlalnepantla.

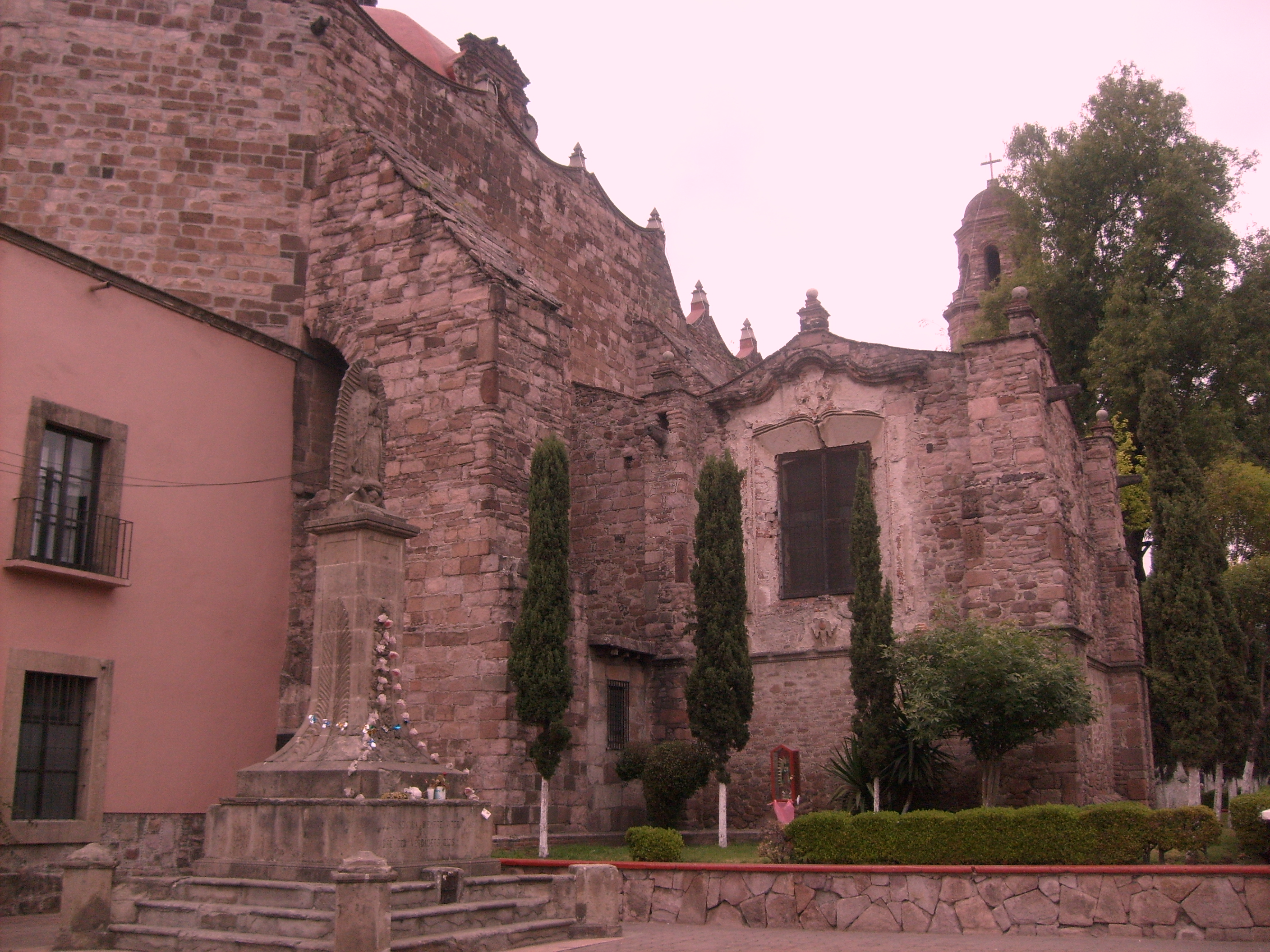
Catedral de Corpus Christi.

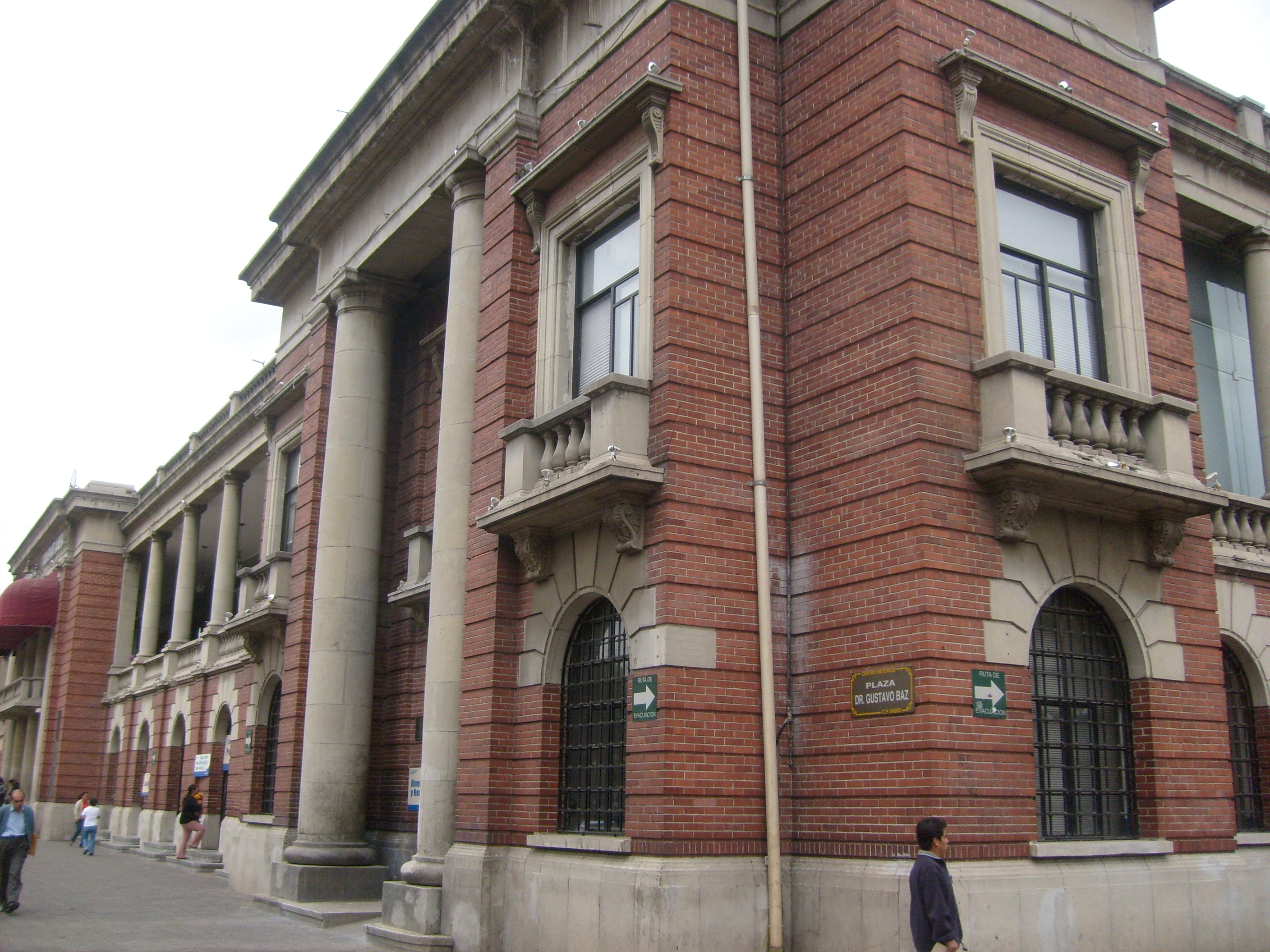
Palacio Municipal de Tlalnepantla de Baz.

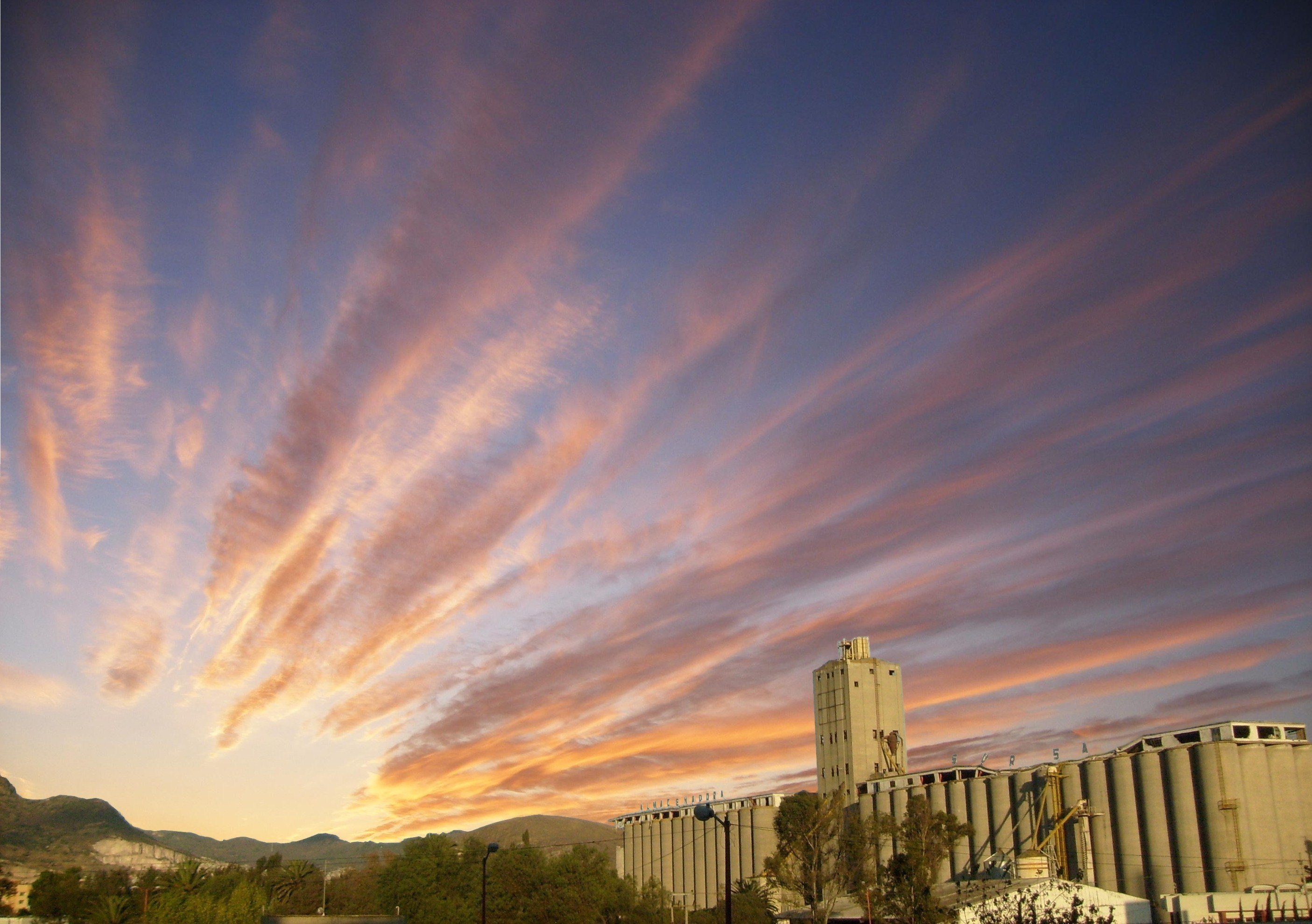
Almacenadoras de Tlalnepantla.

Santa Mónica, Tlalnepantla.

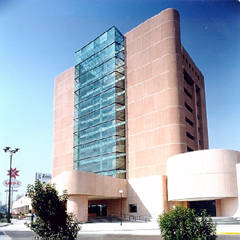
Valle Dorado, Tlalnepantla.

### Época prehistórica
Los primeros asentamientos humanos de la cuenca del Valle de México se dieron en las estribaciones de la Sierra de Guadalupe hace 15 a 17 mil años a. C. en sitios conocidos como Ticomán, El Arbolillo y Zacatenco. Estos lugares alguna vez pertenecieron al distrito de Tlalnepantla, hoy se localizan en la alcaldía Gustavo A. Madero. En el municipio se han encontrado vestigios óseos de fauna y megafauna como el perezoso y otros animales como diente de sable, caballo, mamut, camello, bisonte y se apreciaban de lobo. Los hallazgos en Tequesquinahuac en 1952, y los de las vías de Abasolo en el 2001, son muestra de la fauna existente hace unos 10 a 14 mil años.

### Época prehispánica
Con la migración de varios grupos venidos del norte del país a finales del siglo XII, se originó en el Valle de México una serie de asentamientos humanos. Chichimecas, del tronco lingüístico lotopame entran por el cerro Tepenenec (cerro de la muñeca) y llegan a Tollán, ciudad tolteca que encuentran abandonada. Siguen su camino hasta llegar a un lugar donde fundan la población de Xoloc. Su caudillo el príncipe Xólotl, había partido de Amaquemecan, acompañado de miles de grupos, de su esposa Tamiyauh y su primogénito Nopaltzin. ya establecidos en varios lugares cercanos al lago de Texcoco, y siendo Xólotl rey de los chichimecas, ordenó a sus capitanes y a su hijo, recorrieran las nuevas tierras. Nopaltzin, después de visitar las tierras del oriente, le dio cuenta a su padre de lo que había visto. Los capitanes por su parte le señalaron haber encontrado familias toltecas habitando por los rumbos de la sierra del Ajusco, pero además, haber avistado un excelente lugar para ser habitado. Aquel lugar no era otro que, Tenayohcan-Oztopolco, (lugar muy amurallado-lugar de la gran cueva). Se considera que su fundación sucedió a principios del siglo XIII.
Al llegar al lugar observaron que los cerros de la Sierra de Guadalupe eran un excelente lugar para vivir. La flora, la fauna y los ríos que cruzaban la zona hacia el lugar ideal para fundar su altépetl. Enseguida de asentarse, ordenó se subieran a las cimas más altas y desde allí arrojaran flechas a los puntos cardinales, por lo que obedeciendo, efectuaron una ceremonia elaborando un círculo de hierbas al que le prendieron fuego. tomando así posesión de lo que sería nombrado el "chichimecatlalli", casa o asiento de los chichimecas.
Los estudios arqueológicos realizados en el cerrito de Zahuatlán arrojaron diversas muestras de cerámica de mayor antigüedad que el asentamiemto chichimeca. La región había estado ocupada por otros grupos indígenas.
Las referencias históricas indican que Tenayohcan-Oztopolco, fue la base del reino chichimeca durante algunas décadas, hasta que se trasladaron los poderes a Texcoco. Corroborado ello por diversas fuentes como el Códice Xólotl, Mapa Tlotzin, Mapa Quinatzin. Antes de fundar Tenayuca,(5 tecpatl o 1224) Xólotl, realizó el nepohpohualli (cuenta) o censo del grupo que le acompañaban. Era una práctica común entre las tribus que poblaron la parte norte de México. Recolectaban piedras de un mismo tamaño que colocaban en un montón, de tal manera que formando varios, (dicen algunas crónicas), se contaron un millón de personas. El lugar donde quedaron los amontonamientos de piedrecillas se le conoce como Nepopohualco o El contadero. Al llegar los franciscanos vieron tal cantidad de montones de piedras que fueron un espanto", Reinando la región que se extendía hasta el Valle de Toluca y el Pico de Orizaba, llegaron tres caudillos acolhuas. Xólotl había engendrado dos hijas más: Cuetlaxóchitl y Cihuaxóchitl, a quienes casó con Aculhua y Tzontecoma respectivamente, concediéndoles los dominios de Azcapotzalco y Coatlinchan. Asimismo, dio en matrimonio a Cihuatetzin hija de Chalchiutlatonac, al guerrero Chiconcuah, a quienes otorgó el altépetl otomí de Xaltocan.

#### Toponimia de Tenayuca
El jeroglífico de Tenayuca es identificado por una muralla (tenámitl) y un cerro como significado de lugar. Tenayohcan es un vocablo de origen náhuatl que significa: “Lugar donde hay muchas murallas” (“Tena”, de tenámitl, cuyo significado es: “muralla”; “Yoh” es una partícula que significa "abundancia" y “Can” significa “lugar”).
Al través de los años, su significado se simplificó para ser conocido solamente como “lugar amurallado”, o “lugar fortificado”. De la misma manera que, con el paso del tiempo, el vocablo Tenayohcan perdió la “o” y la “h”, cambiándose por una “u” y desapareciendo la consonante “n”, para quedar como actualmente se conoce: “Tenayuca”. Los franciscanos le otorgaron el nombre de San Bartolomé (Tenayuca) Xólotl murió en el año 1232 y comenzó a gobernar Nopaltzin quien había casado con Azcaxóchitl nieta del gran rey tolteca Topiltzin, hija de Pochotl. Vendrían luego su hijo Tlotzin Pochotl y su nieto Quinatzin quien cambiaría la sede del reino hacia Texcoco, y en Tenayuca seguiría gobernando un personaje de alto rango: Tenancacaltzin hijo natural de Nopaltzin.
Los gobernantes tecpanecas ambicionaban tener más poder y tributos, por lo que les pidieron a los recién llegados mexicas, que atacaran Tenayuca (1299), ocupándola por varios años, hasta que fueron expulsados al interior del gran lago en 1325.

#### Teocalhueyacan
Significa: "Lugar del Gran Templo" y no se conoce ningún vestigio arquitectónico de la población. Los franciscanos le antepusieron el éponimo "San Lorenzo", sitio que aún existe en territorio de Atizapán de Zaragoza.
De su localización geográfica, se puede decir que se ubicó en tierras de Atizapán de Zaragoza, aunque existe la creencia de que San Andrés Atenco es aquel antiguo pueblo. Después de la lucha entre tenochcas y españoles, conocida como la "noche triste", estos huyen hacia rumbos de Naucalpan de Juárez, hasta donde llega el señor de los otomíes para invitarlos a que acudan a su pueblo Teocalhueyacan Visión de los Vencidos. Los lazos entre otomíes y tlaxcaltecas, existían porque estos últimos descendían de familias que habían emigrado de la región de Monte Alto hacia Tlaxcala. Al acudir a la cita en Teocalhueyacan, los españoles pasaron por el pueblo de Calacoaya a quienes atacaron sin previo aviso dándoles muerte.

### Época colonial
Para 1524, doce frailes de la orden franciscana llegaron con la tarea de evangelizar a los naturales. Siendo los franciscanos los primeros religiosos en llegar a tierras mexicanas, “la Nueva España”, pudieron diseminarse fácilmente por diversas regiones del Valle de México, llegando a poblaciones como: Cuautitlán, Huehuetoca, Teocalhueyacan y Tenayuca. Tlalnepantla se formó de la congregación hecha por los frailes franciscanos de los pueblos de Teocalhueyacan y Tenayuca, estableciendo en una misma población a dos etnias distintas, los mexicas y los otomíes. Una de las primeras ermitas que sobresalen en un mapa de mediados del siglo XVI, es precisamente la del poblado de Tenayuca. En el año de 1530 ya se consignaba la construcción del convento. Sin embargo, en los Mandamientos virreinales de 1551 no se menciona el pueblo de Tlalnepantla.
Entre 1525 y 1587 fue construido y terminado el convento y templo de Corpus Christi, lo que se puede constatar en la porciúncula (puerta norte) con los petroglifos de Tenayocan y Teocalhueyacan. El templo tiene la arquitectura tradicional de los monasterios del siglo XVI y conserva el claustro del mismo, en el que se preservan pinturas del siglo XVI de estilo Tequitqui

### Encomiendas
Teocalhueyacan perteneció a la encomienda de Tacuba cuya encomendera fue Isabel Moctezuma (Tecuichpo) a quien se la otorgaron el 26 de junio de 1526. Luego, en 1528 Hernán Cortés se la quitó para otorgársela a su amigo Alonso de Estrada, tesorero Real.
A la muerte de Alonso de Estrada, las tierras pasaron a ser explotadas, hasta 1551, por su viuda doña Marina Flores Gutiérrez de la Caballería. Después pasarían a manos de la Corona por un tiempo, hasta que doña Luisa de Estrada, esposa de Jorge de Alvarado e hija de don Alonso y doña Marina, las recuperó. En 1542-1543, se abolió la encomienda en la Nueva España, pero Teocalhueyacan seguía siéndolo en manos de doña Luisa, hasta pasada la mitad del siglo XVI.
En Tenayuca el primer encomendero fue Cristóbal Flores, quien tendría la posesión hasta su muerte en 1532. El territorio regresaría a la tutela de la Corona Real. Cinco años más tarde, en 1537, le otorgarían la encomienda a Juan Alonso de Sosa, yerno del extesorero Real, Alonso de Estrada, encomendero de Teocalhueyacan. Marina Flores Gutiérrez de la Caballería y su hija Ana de Estrada fueron dos mujeres de enorme fortuna e influencia en esta región de Tlalnepantla.

### Haciendas y ranchos
Entre los siglos XVII al XIX en Tlalnepantla, que era mucho mayor su extensión territorial que en la actualidad, se localizaron importantes haciendas como la de San José de la Escalera, Santa Cruz, San Rafael, Santa Mónica, San Andrés Tulpa, San Nicolás, San Francisco Javier, San Pablo del Medio y Hacienda Blanca. A ellas habría que sumarle los ranchos y estancias identificados en 1936 como: la Providencia, Tlaxcolpan, San Nicolás, San Antonio, del Cerrito, San Isidro, la Cañada, San Miguel, San José, San Felipe, la Tenería, la Comunidad, San Pablo, Paredón, el Retiro y Vaquería entre otros.

### Rancho San José
Este fue otorgado en propiedad particular por Cédula Real del Rey Carlos III de España (1717-1765) a don José María Escalona y Cortés, indio cacique. Al morir fue rematado por la real Audiencia en 1796 a don José Antonio Valdéz. En el segundo tercio del siglo XIX, fue adquirido por Don Ignacio Enciso, quien era a la vez propietario de la Hacienda de Santa Cruz, anexándose a su propiedad todas las tierras compradas alrededor del pueblo de San Juán Ixhuatepec.

### Parque Ecológico Acoatl
Su creación se da en el año de 2007 en el terreno que daba frente a PEMEX ubicado en el fraccionamiento industrial La Presa. En el año 2010 el alcalde Arturo Ugalde Meneses anunció inversiones en esta obra pública, aunque no se definió una fecha ni un monto presupuestado. 
En 2011, se realiza una visita en la cual se percatan que la zona luce muy descuidada por falta de personal de mantenimiento y de seguridad. En los años siguientes, el parque sigue luciendo extremadamente descuidado, tiene áreas que aparentar ser basureros en los cuales no se puede transitar por el mal olor y la inseguridad que ya se ha sembrado en el lugar.[cita requerida]
Desde finales de 2020, el parque se ha mantenido cerrado debido a los trabajos de remodelación que se están desarrollando en el lugar, manteniendo solamente algunas zonas de recreación abiertas al público, como la loza deportiva. Para noviembre de 2021, el parque aún permanece cerrado.

### Santa Mónica
Su origen data de la encomienda de Teocalhueyacan. Al morir doña Marina de la Caballería, sus herederos la pusieron en venta, siendo adquirida por Alonso Dávalos. Este la vendería a Pedro de la Fuente y a Juan de Bazán, quien compró su parte a de la Fuente, para años después, en 1573, venderla al convento de San Agustín, de los frailes agustinos, quienes la bautizaron como Santa Mónica en honor a la madre de su fundador, San Agustín.[cita requerida]
La Hacienda de Santa Mónica creció después de la adquisición hecha por los agustinos, que la tuvieron en su poder por más de 100 años, en 1686 la compraría don Blas Mejía, quien la vendería por el año de 1706.[cita requerida]
Para 1764, la compraría José González Calderón, hombre muy rico que perteneció a la alta sociedad de la época y que fungió como alcalde ordinario de la Ciudad de México. Ocupó el cargo de Cónsul y Prior del Real Tribunal del Consulado. Él construiría el casco de la hacienda como se nota en la actualidad. Si se observa el frente de la hacienda, sobre el portón se localizará un escudo de armas que corresponde a don Pablo Reveles Rosas. En la esquina sur de la hacienda, se localiza el pequeño templo construido a Santa Mónica.[cita requerida]

### Acueducto de Guadalupe
Esta gran obra fue dirigida por el Mayordomo del Santuario Guadalupano, don José Lizardi y Valle. Teniendo como punto de partida la Caja de Agua del [río Tlalnepantla]], con 10,192 metros de largo y 2287 arcos que sostenían el acueducto de cantera y ladrillo. El proyecto fue del arquitecto Manuel Álvarez. De 1743 a 1747 se llevó a cabo su construcción.

### San Juan Ixhuatepec
Se encuentra enclavado el pueblo entre la Sierra de Guadalupe, y dividido por el Río de los Remedios, en una parte plana cercada por el cerro Tepetlacatl y la colina del Copal o cerrito Ixhuatepec al norte. Al sur con el cerro Tecpayocan o de Santa Isabel; al poniente con el Cerro del Chiquihuite y otras grandes elevaciones montañosas. Al oriente colinda con la Autopista a Pachuca, continuación de la Avenida Insurgentes Norte.
El origen de Ixhuatepec es prehispánico y puede remontarse a la llegada de los primeros grupos indígenas al valle o cuenca de México. Datos del Códice Santa Isabel Tola, señalan que en 1438 Izcoatl rey de Tenochtitlan repartió las tierras conquistadas. En la Tira de la Peregrinación Azteca, se anota el paso de estos por la zona, encendiendo un Fuego Nuevo en el cerro de Tecpayocan en el año I Tochtli o 1246.
San Juan Ixhuatepec, es la "cabecera" de la zona oriente. Allí se localiza el Centro Administrativo que da atención municipal a los habitantes de la zona y a colonias como: San Isidro, San José, Lázaro Cárdenas, Jorge Jimenéz Cantú (caracoles), La Laguna y otras.
Es la única población que efectúa un carnaval anterior a la Semana Santa y mantiene la tradición y representación del "ahorcado".
San Isidro Ixhuatepec es una colonia pequeña, y es un cerro que colinda con Lázaro Cárdenas (también conocido por La Presa) y Jorge Jiménez. Cuenta con sólo una Iglesia y aproximadamente tres escuelas primarias, tres jardín de niños y ninguna secundaria, por lo cual la mayoría de los jóvenes en edad secundaria ingresan en otras colonias e incluso hasta la Ciudad de México. No cuentan con un servicios de agua potable, luz y telefonía propios, es decir, en la colonia no existen ninguna instalación, por lo que la comparten con San Juan Ixhuatepec, Ecatepec de Morelos y Ciudad de México.

### SiglosXIXyXX
Al ponerse nuevamente en vigor la Constitución de Cádiz, en 1820, en varias poblaciones del Estado de México se llevaron a cabo elecciones para nombrar ayuntamientos, a Tlalnepantla le tocó el 16 de julio de 1820 llevar a cabo la votación con la cual se designó a don Antonio Flores como el alcalde del Primer Ayuntamiento y se da por hecho, la elección municipal de la población.
El 18 de agosto de 1821 las fuerzas Insurgentes al mando de Anastacio Bustamante, llegaron hasta la hacienda de Santa Mónica en busca del general realista Manuel Concha, quien huye y se refugia en el pueblo de Tacuba.
Al independizarse el país, en 1825 Tlalnepantla fue decretada Cabecera de Distrito; El 1 de enero de 1826 se eligió el Ayuntamiento de Tlalnepantla y se nombró Alcalde Constitucional de Primera Nominación a Pedro José Quauhxóchitl Rodríguez. En 1827 se construyó la primera cárcel distrital. De 1833 a 1834 formó parte de la Prefectura del Oeste; En 1837 fue parte del Distrito de Cuautitlán y en 1838 regresó al Distrito de México; 1854 marcó las primeras intenciones de quitarle territorio al municipio y fue nombrada Cabecera de Prefectura; El 14 de noviembre de 1861 se promulgó el decreto 45 con el que Tlalnepantla fue elevada a la categoría de Villa, agregándole el apellido Galeana (Villa de Tlalnepantla de Galeana). En 1862, Benito Juárez creó Distritos Militares y Tlalnepantla quedó integrado en el del Distrito Federal; Tlalnepantla fue incluido dentro de la prefectura de México. El 2 de septiembre de 1874 fue declarada como Tlalnepantla de Comonfort.
Gran parte de Tlalnepantla le perteneció una familia llamada Juárez pero tras la revolución mexicana  fueron asesinados los padres y los hijos quedándose huérfanos solo se les dio unas urnas en el panteón de tantas tierras que eran suyas. La revolución no solo trajo cosas buenas como todos piensan, el 13 de septiembre de 1948 recibió el rango de ciudad y para 1978, el 23 de diciembre, recibió el apelativo "de Baz" en honor al doctor Gustavo Baz Prada.

### División del territorio
En 1898 se decretó un arreglo de límites entre el Distrito Federal y el Estado de México. El 28 de julio de 1899, Porfirio Díaz decretó la ampliación del Distrito Federal causando la segregación de Cuautepec y Santiaguito, pueblos de Tlalnepantla y agregándole el barrio de Xocoyohualco. Nació la Zona Oriente. En un mapa se puede apreciar como quedó también dentro del D.F. el área correspondiente al cerro del Chiquihuite que en su mayor parte se convirtió en zona Federal y alberga las instalaciones de antenas de estaciones de radio y televisión. El acceso al cerro está custodiado por elementos del ejército.
El 12 de enero de 1963, el gobernador del Estado de México, Gustavo Baz Prada, decretó la separación del territorio nombrado ciudad Satélite y su anexión a Naucalpan de Juárez a petición del presidente de la República, Miguel Alemán Valdés, ordenándole al alcalde municipal, Alfonso Cárdenas Herrera excluyera del Bando municipal dichas tierras.

#### La tragedia de San Juan Ixhuatepec
El 19 de noviembre de 1984, en el pueblo de San Juan Ixhuatepec, ubicado en la porción oriente del municipio, se suscitaron una serie de explosiones BLEVE en una planta de almacenamiento de Gas LP propiedad de la paraestatal PEMEX que dejaron a su paso destrucción, muerte y caos, con un saldo aproximado y según cifras oficiales fue de 500 personas fallecidas y un aproximado de 2.500 heridas; por el impacto del siniestro, sólo el 2 por ciento de los cadáveres pudieron ser reconocidos.[cita requerida]
El lugar que fue ocupado en parte por la planta de Pemex y que desapareció por la explosión es el parque "Francisco Gabilondo Soler, Cri-Cri"; construido para ofrecer a las personas de las colonias vecinas un espacio de esparcimiento; dentro, hay una escultura a manera de homenaje para las familias que murieron en ese fatal accidente. Existe también otro parque en esta zona, llamado Parque Hidalgo, lugar que fuera ocupado por viviendas asentadas años previos a 1984, en este sitio se erigió una cruz en concreto elevándose a mitad del parque, aquí cada año celebran una misa para recordar, homenajear y pedir por el descanso de los fallecidos en la explosión del 19 de noviembre de 1984.
Posteriormente, el 12 de noviembre de 1996 ocurrió otra serie de explosiones de menor magnitud en la zona relacionada con tres tanques de almacenamiento de gasolina en la planta Satélite Norte de Pemex planta ubicada a escasos metros del lugar de la primera tragedia acaecida en 1984.

## Geografía

### Localización y extensión
Se localiza al oriente del Estado de México en la porción septentrional del Valle de México; sus coordenadas geográficas son 19.º 30' y 19.º 35' de latitud norte y a los 99° 05′ y 99°15′ de longitud oeste. Posee una extensión territorial de 83,74 km² representando el 0,31% de la superficie del Estado de México; su territorio está dividido en dos zonas por territorio de la Ciudad de México.
Sus colindancias en la parte oriente son con Ecatepec de Morelos al norte y oriente; al sur y poniente con la Alcaldía Gustavo A. Madero; la parte poniente colinda al sur con la Alcaldía Azcapotzalco y con el municipio de Naucalpan; al norte con Cuautitlán Izcalli y Tultitlán; al oriente con la Alcaldía  Gustavo A. Madero y al poniente con Atizapán de Zaragoza.
El municipio de Tlalnepantla está integrado por 19 pueblos, 86 colonias, 31 unidades habitacionales, 73 fraccionamientos y 16 fraccionamientos industriales.
En total: 225 comunidades distribuidas de la siguiente forma:

## Política y gobierno
De igual manera que los municipios de Naucalpan, Atizapán, Cuautitlán Izcalli, entre otros, Tlalnepantla de Baz fue enclave del Partido Revolucionario Institucional (PRI) hasta que en 1996 el Partido Acción Nacional (PAN) obtuvo bastantes presidencias municipales, y no fue sino hasta 2009 cuando el PRI ganó las elecciones a alcalde en alianza con otros partidos con Arturo Ugalde Meneses, quien fue alcalde de Tlalnepantla por segunda ocasión.
Para la administración del gobierno municipal, se cuenta con un presidente municipal, tres síndicos, y 16 regidores, así como con diversas direcciones que cubren los requerimientos sociales de seguridad, vialidad, salud, deportes, cultura, etc.
El gobierno actual está conformado por:
| Cargo                   | Nombre                                      |
| ----------------------- | ------------------------------------------- |
| Presidente Municipal    | Marco Antonio Rodríguez Hurtado (2022-2024) |
| Primer Síndico          | Pablo Reveles Rosas                         |
| Segundo Síndico         | Eduardo Guerrero Villegas                   |
| Tercera Síndica         | Martha Elba Soto Mojica                     |
| Primera Regidora        | María de la Luz Hernández Camacho           |
| Segundo Regidor         | Víctor Manuel Pérez Ramírez                 |
| Tercera Regidora        | Krishna Karina Romero Velázquez             |
| Cuarto Regidor          | Carlos Alberto Cruz Jiménez                 |
| Quinta Regidora         | Victoria Hernández Arellano                 |
| Sexto Regidor           | Jorge Morales Jiménez                       |
| Séptima Regidora        | María de Lourdes Curiel Rocha               |
| Octavo Regidor          | Francisco Vicente Domínguez Ramírez         |
| Novena Regidora         | Arleth Stephanie Grimaldo Osorio            |
| Décima Regidora         | Karen Aketzali Zamarripa Quiñones           |
| Decimoprimer Regidor    | Alonso Adrián Juárez Jiménez                |
| Décima Segunda Regidora | Itze Lizbeth Nava López                     |
| Décima Tercera Regidora | Alina Alejandra Luna Gómez                  |
| Décimo Cuarto Regidor   | Juan Andrés López Camacho                   |
| Decimoquinta Regidora   | Irma Lorena Roa López                       |
| Decimosexta Regidora    | Silvia Téllez González                      |

Ver también: Anexo:Presidentes municipales de Tlalnepantla de Baz

## 2000 a la fecha

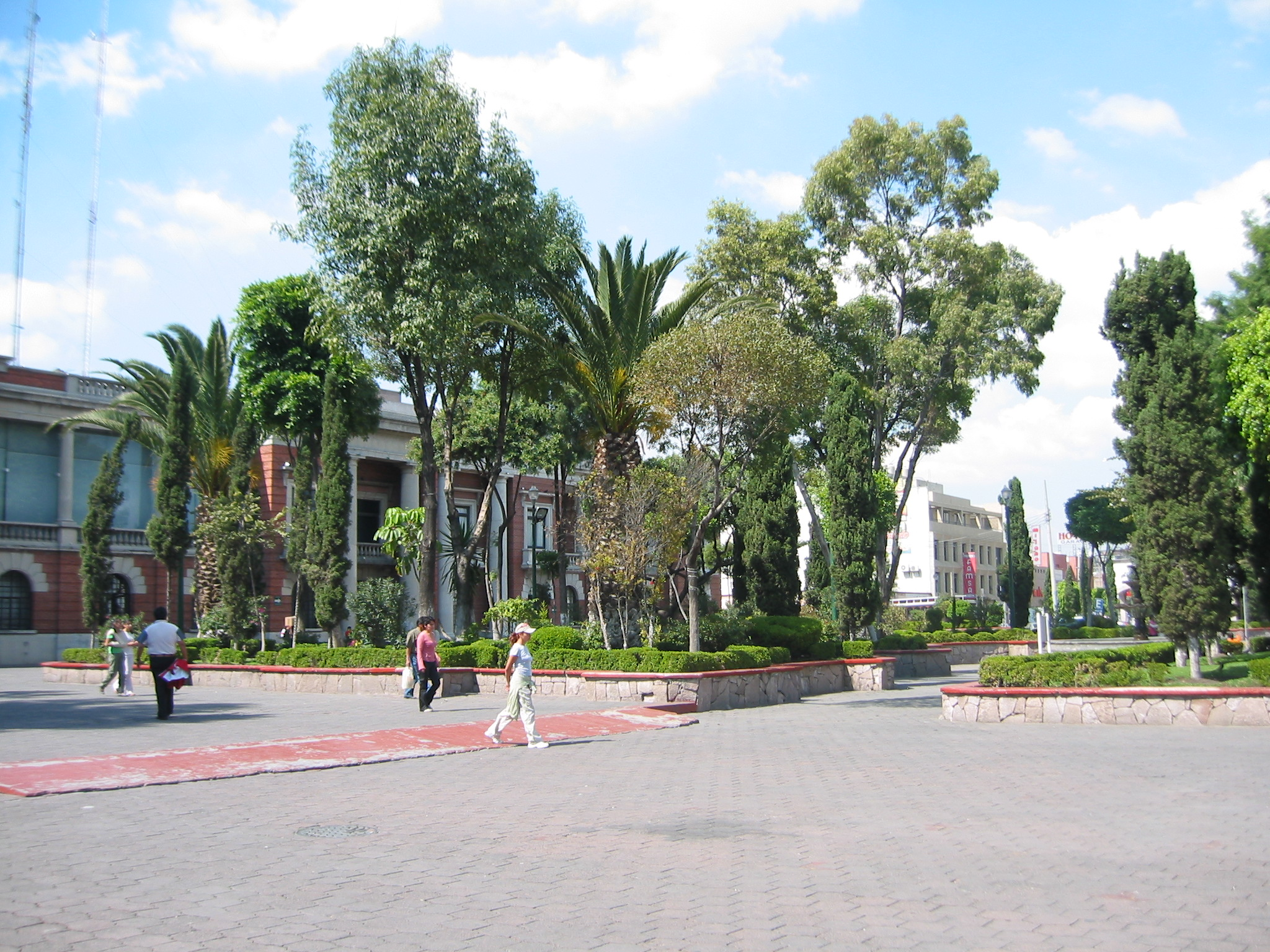
Palacio municipal de Tlalnepantla

Tlalnepantla, además de ser un municipio industrializado (uno de los más industrializados del país), mantiene un alto porcentaje de comercios y crece en lo turístico con más de una decena de grandes hoteles de 5 estrellas. Existen 16 zonas industriales, entre las que destacan: San Nicolás, Niños Héroes, San Pablo Xalpa, Los Reyes, San Jerónimo Tepetlacalco y Tequexquinahuac, entre otras.[cita requerida]
Entre sus comunidades existen distintos niveles sociales y económicos, zonas de clase popular y media baja, como la Unidad El Rosario, Las Palomas, San Lucas Patoni, la colonia Vista Hermosa, el pueblo de Xocoyohualco y de clase media y media alta como los fraccionamientos: Magisterial Vista Bella, Jardines de Santa Mónica, Viveros de la Loma, Viveros del Valle, Electra, Lomas Boulevares, Valle Dorado, Las Arboledas, Club de Golf Bellavista, Jardines de Bellavista y Valle Hermoso, entre otros.[cita requerida]
Por su nivel de industrialización y número de empresas (más de 2000), es considerado uno de los municipios que más aportan al PIB (producto interno bruto) nacional y estatal.[cita requerida] Es sede del Centro de Rehabilitación Infantil Teletón (CRIT), inaugurado en 1999. Cuenta con vías de comunicación como autopistas, avenidas y puentes vehiculares.[cita requerida]
Cuenta con aproximadamente 49 ramas industriales, tales como la industria del alimento, de bebidas y tabaco, textil (prendas de vestir e industrias del cuero), industrias de la madera (papel, productos del papel, cartón), empresas grandes (productos no minerales, industrias metálicas básicas e industrias manufactureras), empresas medianas (químicos y productos derivados del petróleo y del carbón, hule, plástico, maquinaria y equipo) y empresas pequeñas (madera y productos de madera).[cita requerida]
El 28 de febrero de 2008 el Ayuntamiento aprobó la indumentaria de Tlalnepantla, creación basada en investigaciones iconógráficas.
En el 2009, se remodeló de la plaza pública de Tlalnepantla y se terminó la revitalización de la plaza cívica Dr. Gustavo Baz Prada, donde se colocó un reloj con motivo del Bicentenario de la Independencia Mexicana.[cita requerida]
Durante ese año, se concluyó la primera fase de la autopista concesionada Los Remedios-Ecatepec en su tramo Vallejo-Puente de Vigas, y comenzaron sobre la calzada Vallejo las obras para el Metrobús ruta Tenayuca-Etiopía.[cita requerida]
En el 2012, se construyó un distribuidor vial y paso elevado de cruce entre las avenidas Mario Colín y Toltecas, con objeto de distribuir la carga de tránsito que proviene desde el centro de Tlalnepantla hacia puntos como la avenida Toltecas en su parte poniente hacia la zona de las harineras de maíz y el supermercado Soriana, y otro tanto para facilitar el acceso al transporte público a la estación Tlalnepantla del tren suburbano.[cita requerida]

### Inundación de 2009
El 6 de septiembre del 2009, en el municipio de Tlalnepantla, en el fraccionamiento Valle Dorado, se registró una inundación debido a la lluvia atípica de esa noche que provocó la fractura de una zona.

## Economía
En el municipio de Tlalnepantla se ubican más 2,700 industrias y se considera uno de los más industrializados del país. Cuenta con, aproximadamente 49 ramas industriales, tales como la industria del alimento, bebidas y textil (prendas de vestir e industrias del cuero), industrias de la madera (papel, productos del papel, cartón).
- Empresas grandes (101 y más personas ocupadas):[34] Productos no minerales no metálicos. Industrias metálicas básicas e Industrias manufactureras.

- Empresas medianas (31 a 100 personas ocupadas):[34] Químicos y productos derivados del petróleo y del carbón, hule, plástico, maquinaria y equipo.

- Empresas pequeñas (11 a 30 personas ocupadas):[34] Madera y otros productos.

Otra rama económica importante del municipio la genera el comercio, cuenta con grandes centros comerciales, los cuales son atractivos para el turismo, estas plazas se encuentran ubicadas en las avenidas principales del municipio como lo son: Mundo E, Plaza Tlalne Fashion Mall, Multiplaza Arboledas, Multiplazas Valle Dorado y Centro Comercial Sentura cuentan con tiendas departamentales, tiendas de autoservicio, cines y sitios de recreación, áreas de alimentos, bancos y una gran variedad de productos y servicios, por lo que son importante fuente de generación de empleo directo e indirecto para habitantes del municipio y aledaños.

### Turismo
- EcoParque Acóatl: cuenta con un lago artificial, en el cual se pueden rentar lanchas para dar un paseo y disfrutar de la fuente y el panorama, tirolesa, renta de cuatrimotos, muy buena y económica opción para pasar un rato de convivencia familiar, muy cerca y accesible de llegar, se encuentra ubicado en la avenida Hermilo Mena y calle María de la Luz Viuda de Mena en el Fraccionamiento Industrial La Presa.
- Parque Ecológico Sierra de Guadalupe.

## Infraestructura
Dentro del rubro de la Seguridad Pública, los índices delictivos se mantienen estables, aunque se tienen antecedentes de la presencia del crimen organizado, siendo una ventaja para los criminales el límite territorial del Estado de México con el Distrito Federal dentro de la Zona Metropolitana del Valle de México (ZMVM). Cómo prevención de los delitos la Policía municipal ha incluido en sus normas, un cúmulo de programas de adiestramiento operativo para contrarrestar el avance del crimen organizado.
Debido a la alta incidencia de violencia de género desde 2015 la Secretaría de Gobernación de México declaró Alerta de Violencia de Género contra las Mujeres en este municipio.

### Abastecimiento

#### Agua potable
El potabilizado y distribución del agua, así como el alcantarillado y drenaje está a cargo del Organismo Público Descentralizado para la Prestación de los Servicios de Agua Potable, Alcantarillado y Saneamiento (OPDM), independiente del gobierno municipal desde 1991.

#### Energía eléctrica
La energía eléctrica llega al 100 por ciento de las comunidades provista por la Comisión Federal de Electricidad.

#### Gas natural
En la actualidad, varias colonias y fraccionamientos que se ubican en Tlalnepantla de Baz, están conectadas a la red de gas natural; el proveedor de este servicio es la compañía "MaxiGas Natural". También atienden el resto de la zona norponiente como Cuautitlán Izcalli, Naucalpan, Atizapán, Coacalco y Huixquilucan.

### Salud
Entre los múltiples servicios con que cuenta la ciudad, se notan los de salud con centros hospitalarios del IMSS, ISSSTE, ISEM, ISSEMYM y cientos de clínicas y sanatorios privados.
Algunos de los centros de hospitalización más importantes son:
- Hospital General Regional n.º 72 del IMSS (Calle Filiberto Gómez, Esq. Dr. Gustavo Baz S/N, Col. Industrial, Tlalnepantla)
- Hospital De Gineco Obstetricia n.º 60 del IMSS (Av. Morelos n.º 56, Col. San Javier, Tlalnepantla)
- Hospital General de Tlalnepantla Valle Ceylan del ISEM (Calle Villa Hermosa y Colima S/N, Col. Valle Ceylan, Tlalnepantla)

Actualmente, se construye el hospital de concentración del ISSEMYM ubicado en Los Reyes Ixtacala, cerca de la FES Iztacala de la UNAM.
En el municipio de Tlalnepantla de Baz se cuenta con un Centro de Rehabilitación Infantil Teletón (CRIT) que es una organización con gran profesionalismo, cuenta con el sistema de rehabilitación más grande del mundo que brinda atención a niños con discapacidad, cáncer y autismo, el cual se encuentra ubicado en Vía Gustavo Baz n.º 219, San Pedro Barrientos, Código Postal 54010
Cuenta con una excelente red de comunicación telefónica, telégrafo, correos y el servicio de Internet. Para el esparcimiento de las familias y visitantes, se localizan parques, plazas y jardines en diversas localidades de la ciudad.

### Transporte

#### Tren Suburbano
En el año 2008 se inauguró el Servicio de Tren Suburbano entre el Distrito Federal y el Estado de México, en una primera línea partiendo de Cuautitlán hasta Buenavista, quedando dos estaciones de este sistema en el mismo brindándole una nueva alternativa de transporte a todos los ciudadanos que residen en este municipio. Como consecuencia se redujo el tiempo de recorrido desde el Estado de México hacia la capital del país.
En abril del año 2009 sucedió un accidente en la zona cercana al pueblo y terminal San Rafael cuando dos trenes chocaron por alcance dejando un saldo de 109 heridos.

#### Metrobús
En febrero del 2011 se inauguró la línea 3 del Metrobús, la cual corre desde Tenayuca hasta Etiopía, con una longitud de 17 km. Este medio de transporte es una alternativa más para la gran cantidad de personas que se desplazan diariamente desde este municipio al D.F. Una de las ventajas es que coincide con estaciones de la línea 3 del sistema de transporte colectivo metro y con la estación Buenavista del Tren de cercanías
Actualmente se sufre una disputa[cita requerida] por las rutas de microbúses que se vieron afectadas con la instauración de este medio de transporte, entre las que se encuentran: Ruta 1 y 3 que brindan transporte local a los habitantes de colonias como la Nueva Ixtacala, La Joya y San Juan Ixtacala entre otras, lo que provocaba un gasto adicional a los usuarios. En la actualidad se pretende crear una línea de transporte local en rutas pequeñas que únicamente lleguen a las estaciones del Metrobús[cita requerida].
El uso de este medio de transporte es más seguro y cómodo en comparación con los colectivos o microbúses, ya que estos se prestan para el ambulantaje y robo de pasajeros o ser intimidados, lastimados por los asaltantes.

### Vialidades
Algunas de las arterias viales más importantes del municipio son:
- Vía Gustavo Baz Prada (desde el límite con Ciudad Satélite hasta la colonia La Quebrada donde empieza el municipio de Cuautitlán Izcalli)
- Periférico Norte - Boulevard Manuel Ávila Camacho (desde Valle Dorado hasta el límite con Ciudad Satélite) y Periférico Norte - Río de Los remedios (desde La Presa hasta La Laguna)
- Av. Presidente Juárez (desde la colonia Puente de Vigas hasta la Avenida Mario Colín)
- Autopista México-Querétaro (desde Valle Dorado Hasta Perinorte)
- Av. Mario Colín (desde Tenayuca hasta Periférico Norte)
- Viaducto Bicentenario (desde la colonia Viveros de la Colina hasta Perinorte)
- Autopista México - Pachuca (desde Constituyentes de 1857 hasta Constitución de 1917)
- Autopista Urbana Naucalpan - Ecatepec (tramo inicial desde Prolongación Aquiles Serdán hasta el Eje 1 Pte.) y (desde Avenida La Presa hasta las cercanías de la Autopista México - Pachuca)

El municipio de Tlalnepantla cuenta con una amplia variedad de transporte, está conectado con diferentes puntos de la ciudad y el Estado de México, desde camiones que van a Texcoco y Villa del carbón,  así como la Línea 3 del Metrobús y el Tren Suburbano que conectan con el D.F. en menos de 10 minutos. Prácticamente hay varias alternativas de transporte para cualquier lugar.

## Demografía
Durante el año 2015, la población en el municipio ascendió a poco más de 700 mil habitantes, según la Encuesta Intercensal 2015 realizada por el Instituto Nacional de Estadística y Geografía (INEGI).  
| Localidad               | Población |
| Total Municipio         | 700 734   |
| Población total hombres | 337 076   |
| Población total mujeres | 363 658   |

El grupo poblacional que predomina en el municipio es el que comprende edades de entre los 30 y 49 años de edad. 
| Grupo de edad   | Porcentaje del total |
| De 0 a 14 años  | 20.8%                |
| De 15 a 29 años | 23.9%                |
| De 30 a 49 años | 29.7%                |
| De 50 a 64 años | 16.1%                |
| 65 años y más   | 9.6%                 |

El municipio de Tlalnepantla de Baz es uno de los cuarenta municipios del Estado de México  que forman parte de la Zona Metropolitana del Valle de México.

## Educación
En el sector educativo, se cuenta con más de 650 centros escolares de nivel preescolar, primaria, secundaria, centros de capacitación como CECATI, CBTIS, preparatoria o bachillerato, y superior o universidades.  Entre las más relevantes están la Facultad de Estudios Superiores Iztacala de la UNAM y el Instituto Tecnológico de Tlalnepantla, el cual cuenta además con un nuevo plantel ubicado en la parte oriente del municipio y Universidad Insurgentes.
En "La Loma" hay muchos sectores educativos "(primarias)" Héroes De Chapultepec Estado De México, Justo Sierra, "(Secundarias)" Juan De Dios Batiz Paredes, "ETI 6" Narciso Basols entre otras escuelas.

## Cultura y patrimonio

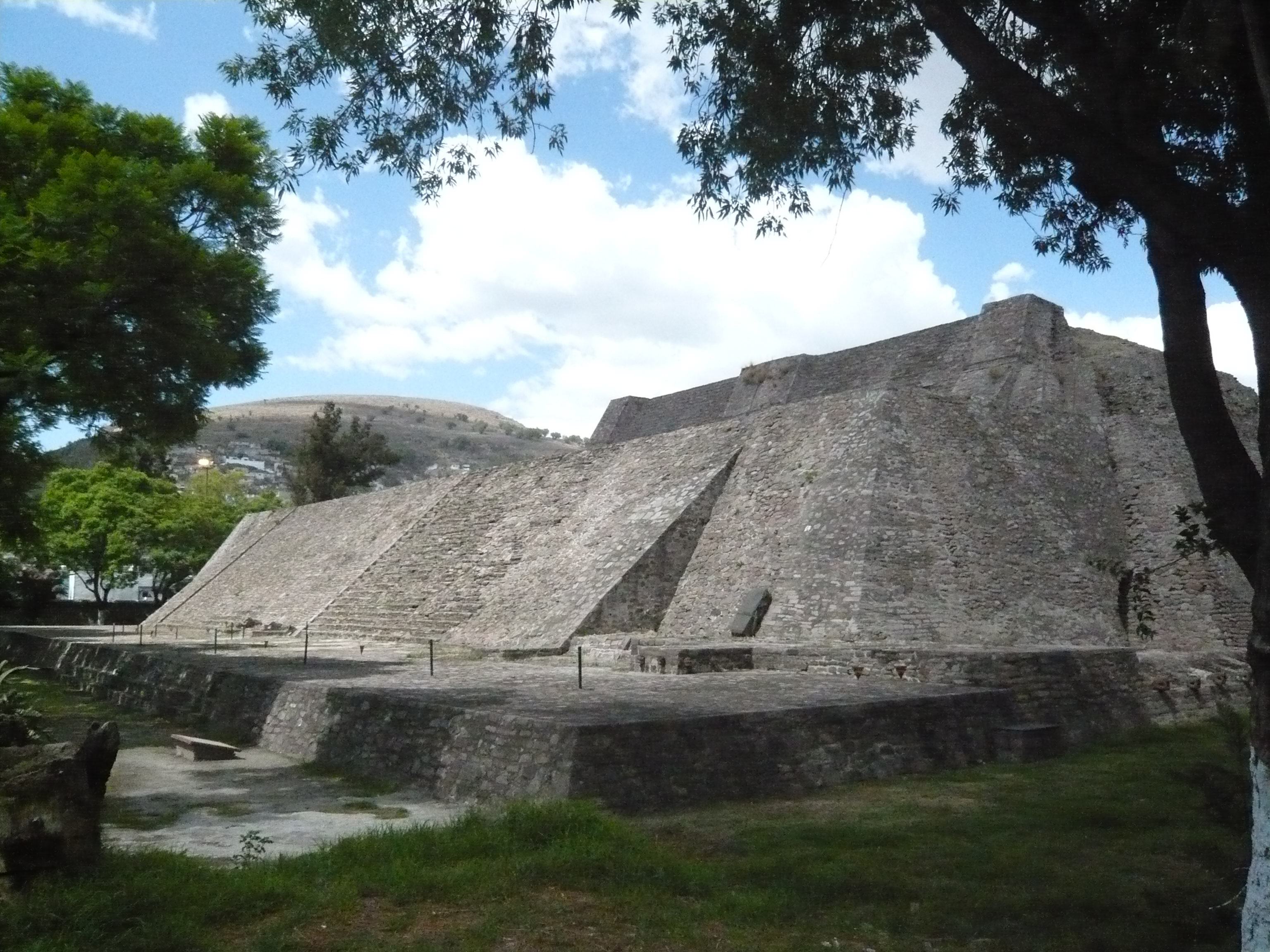
Pirámide de Tenayuca

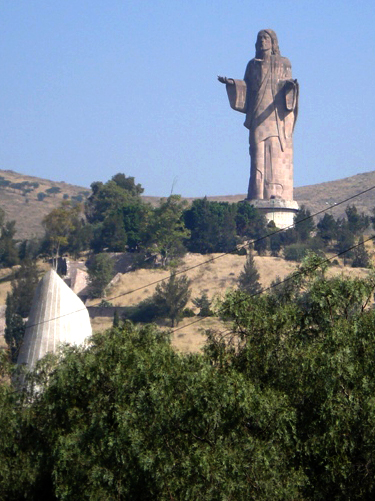
Escultura de Cristo Rey, en Jardines del Recuerdo

### Festividades religiosas
En Semana Santa en la colina El Tenayo se representa el Viacrucis viviente, donde participan alrededor de 100 Actores. Los días más importantes son el Jueves Santo donde se representa el lavatorio de pies y la aprehensión de Jesús, y la culminación es el Viernes Santo con las Siete Palabras en el mismo Cerro del Tenayo.

### Instalaciones culturales
El municipio cuenta con las siguientes instalaciones culturales:
- Casa de la Cultura Sor Juana Inés de la Cruz (Porfirio Díaz esq. Fco. I. Madero, Col. San Javier)
- Archivo Histórico Municipal y galería de fotos antiguas (dentro de la casa de Cultura Sor Juana Inés de la Cruz)
- Casa del poeta José Emilio Pacheco
- Casa de Cultura "La casita Ixhuatepec"
- Casa de la cultura Lázaro Cárdenas ubicada en calle Acayucan mz.422 Col. Lázaro Cárdenas.
- Casa de la cultura Unidad Habitacional Tenayo ubicada en Av. Santa Cecilia y Teocalli. N.H. el Tenayo
- Casa de la cultura Unidad Habitacional Tabla Honda ubicada en Av Santa Cecilia-tenayuca acceso 29 y 33
- Casa de la cultura Cecilia Mora ubicada en Av. Ahuehuetes y Ferrocarril s/n Cecilia Mora

- Museos: Escuela Mexicana Eusebio Dávalos Hurtado ubicado en Plaza Eusebio Dávalos s/n, Santa Cecilia Acatitlán. Se inauguró en el año de 1961,  reestructurada en 1996. Se puede encontrar objetos de las culturas mexicas; además de conservar objetos de la época virreinal
- Centro de la Cultura y las Artes (CECUART). Alberga dos galerías. Dicho espacio da al municipio una opción de educación artística formal con la Escuela de Iniciación artística avalada por el INBA, en donde además se imparten talleres tales como teatro, danza, artes plásticas y música. Se encuentra ubicado en Av. Riva Palacio esq. Vallarta s/n.

#### Teatro Centenario
Fue inaugurado el 15 de septiembre del 2010 (en el marco de los festejos del Bicentenario de la Independencia y el Centenario de la Revolución), con la presentación de Óscar Chávez. El recinto fue una remodelación y ampliación de los antiguos "Cinemas Tlalli". Cuenta con 1,500 butacas y un vestíbulo que conecta con el estacionamiento (que se encuentra a un costado del teatro).
El teatro se ubica en las arterias principales del centro de tlalnepantla, entre Avenida Mario Colín, Vía Gustavo Baz Prada, Avenida Sor Juana y calle Roberto Fulton.

### Civil
- Cascos de las haciendas de Santa Mónica y ex Hacienda de Enmedio;
- Zonas arqueológicas de San Bartolo Tenayuca y Santa Cecilia Acatitlán y Tenayuca II;
- Rancho San José.

### Religioso
- Catedral de Corpus Christi

### Gastronomía
Como consecuencia del crecimiento hotelero y restaurantero existen diversos platillos culinarios de nivel internacional y nacional así como algunas cadenas de comida rápida y restaurantes con franquicias Internacionales y Mexicanas. En Tlalnepantla, no existe un platillo tradicional como tal, pero se puede saborear la cocina típica mexicana en casi todos sus variados sabores: carnitas, chicharrón, pambazos, tortas, tlacoyos, tostadas, tacos, barbacoa. elotes, mole, etc. Por temporadas se pueden degustar: caracoles, gusanos de maguey, escamoles y chapulines que encontrarán en alguno de los restaurantes y mercados del municipio.

## Deporte

### Instalaciones deportivas
En el municipio existen los siguientes centros deportivos públicos:
- Deportivo Tlalnepantla: Ubicado en calle Viveros de la Hacienda esq. con Viveros de la Aurora Col. Viveros de la Loma. Cuenta con varios servicios, entre ellos: 4 canchas de tenis, cancha de basquetbol, cancha de voleibol, áreas verdes, cancha de fútbol, pista de patinaje, auditorios, chapoteadero, alberca, gimnasio, cafetería, entre otros.
- Deportivo Tlalli (parte de un complejo deportivo y cultural obra del arquitecto Teodoro González de León): Ubicado en calle Sor Juana Inés de la Cruz #45, Frac. San Nicolás Tlalnepantla
- Deportivo Carlos Hermosillo: Ubicado en Av. San Rafael Esq. Amates Col. Santa Cecilia
- Parque Adolfo López Mateos: Ubicado en Av. Somex s/n, Col. Los Reyes Ixtacala
- Deportivo Ahuehuetes (Parque José Martí): Ubicado Av. Gran Pirámide y Ahuehuetes, Col. Ahuehuetes
- Deportivo Caracoles: Ubicado en Calle Uruapan s/n Col. Constitución de 1917 Zona Oriente
- Deportivo Cri-Cri: Ubicado en Av. San José s/n Col. San Juan Ixhuatepec Zona Oriente
- Deportivo La Presa: Ubicado en Calle Hermilo Mena s/n Col. La Presa Zona Oriente
- Deportivo Bioparque Acoatl: Ubicado en Calle Hermilo Mena s/n Col. La Presa, Zona Oriente
- Deportivo Luis García Postigo (Barrientos): Ubicado en Av. San Pedro s/n Esq. Tepemajalco Barrientos s/n Col. San Pedro Barrientos

## Ciudades hermanadas

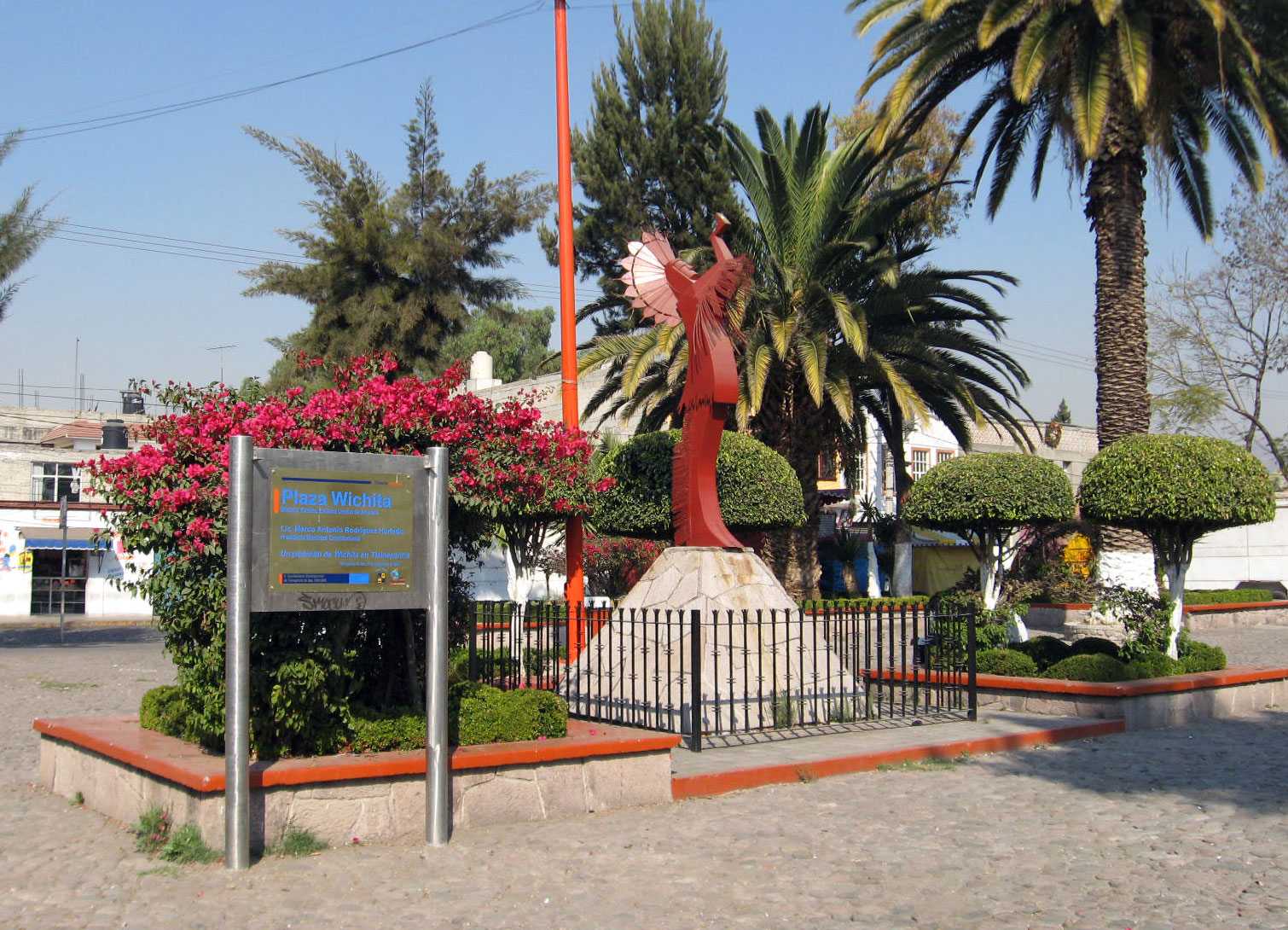
Plaza Wichita

La ciudad de Tlalnepantla está hermanada con las siguientes ciudades
- Diez de Octubre, Cuba (1996).[41]
- Wichita, Estados Unidos (1973).[42]
- La Serena, Chile.[43](13 de octubre de 2002)
- Orense, España.[44](31 de octubre de 2002)
- Ma'anshan, China[45](15 de septiembre de 2008)
- Sevilla, España (2019).[46]